# Sigmund-Thun Klamm
Sigmund-Thun Klamm är en ravin i Österrike.   Den ligger i förbundslandet Salzburg, i den centrala delen av landet, 290 km väster om huvudstaden Wien. Sigmund-Thun Klamm ligger 1 246 meter över havet.
Terrängen runt Sigmund-Thun Klamm är huvudsakligen bergig, men åt nordost är den kuperad. Närmaste större samhälle är Bruck an der Großglocknerstraße, 6,7 km nordost om Sigmund-Thun Klamm. 
I omgivningarna runt Sigmund-Thun Klamm växer i huvudsak blandskog. Runt Sigmund-Thun Klamm är det ganska glesbefolkat, med 34 invånare per kvadratkilometer.